# 洪門天地會青蓮堂日本總會
一般社団法人 洪門天地會青蓮堂日本總會(英表記 Japan Lotus Chinese Freemasons , JLCF）は、慈善団体。
洪門五祖宗家最上位の青蓮堂に属する正統継承されたこの組織は、2014年に日本国へ初上陸し、2015年準備室開設、2016年6月に一般社団法人化をした。

## 洪門とは
洪門（洪門/HONG MEN、または天地会Tiandihui、Tian Di AssociationあるいはHeaven and Earth Society。欧米圏ではChinese Freemasons、又はFreemasons）、日本通称アジアフリーメーソンと言い、中国大陸で明朝末期から清朝初期に興った民衆による秘密結社である。
この民衆の相互救済組織は、やがて"反清復明"《清朝「女真族/満人」異民族支配を倒し明朝「漢民族」を復活させる》を主旨とする集団に変わってゆく。民族主義を体現した結社であり洪幇（ほんぱん）ともいう（注、紅幇とは違う）。
洪門は、対外的には「天地会」（てんちかい）と呼び、内部では「洪門」（ほんめん）と呼称している。

## 洪門の歴史
洪門創立に関し諸説がある。 例えば、洪門（ほんめん）天地会の始まりは17世紀ごろ。1674年（康熙甲寅十三年）3月25日。少林寺の僧侶らが興した説。1734年（雍正甲寅十二年）7月25日。これは英国ロンドンにある大英博物館所蔵の抄本『西魯敘事』による。 …などがある。 
だが、結社の会員が清政府に捕まり調書を取られ、当時の官書記載によると 天地会（洪門）の名が最初に現れたのは、1786年乾隆51年11月27日台湾で発生した大起義「林爽文の役」である。 
天地会すなわち洪門（ほんめん）とは、当初は中国大陸の福建から生まれた民間秘密結社。のちに台湾、両広（広西、広東）、江西、雲貴（雲南、貴州）、湖南、浙江などへ発展する。やがて会員らが国外へと拡げた。 
洪門天地会の創立は福建省の高溪廟である。これは洪門伝承秘書にも記載されており、その信頼性は符合する。この高渓廟は、1761年（乾隆二十六年）南少林寺の武僧の生き残りが清への復讐を目指して、万雲龍大師哥（洪棍）により正式に創立としており、清朝康熙年代において天地会の五祖（宗家五人）が結盟を結んだ場所とされ、房（五房）へ発展する。しかし、この説は学術的には乾隆年間（1736～1795）ごろの中国南部で自然発生的に生まれた組織だったといわれている。
【洪門誕生の聖地】、1991年3月20日第三省級文物保護に認定されている。ネット上では、鄭成功（ていせいこう）が興したと論評するところもあるが、じつは天地会すなわち洪門の創立と関係がなく、小説から生まれた話と気付き、近年歴史家の研究などで分かってきた。 

### 各地域へ広がる

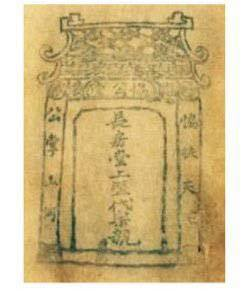
洪門天地會青蓮堂日本總會 参考資料2

清の時代晩期になると、洪門五房の各系統は江南地方を中心に中国全体に広まり、その後会員ら一部が国外へ飛び出し東南アジア一帯へ広がる。そしてヨーロッパへ拡大。さらにアメリカ大陸まで進出し、 「華僑・華人がいる所に洪門あり」と言われるほど組織は巨大化し発展していく。 華僑や華人のほか、じつは客家人も数多く入会し、中心的な活躍をしている。

### 近代の洪門天地会へ

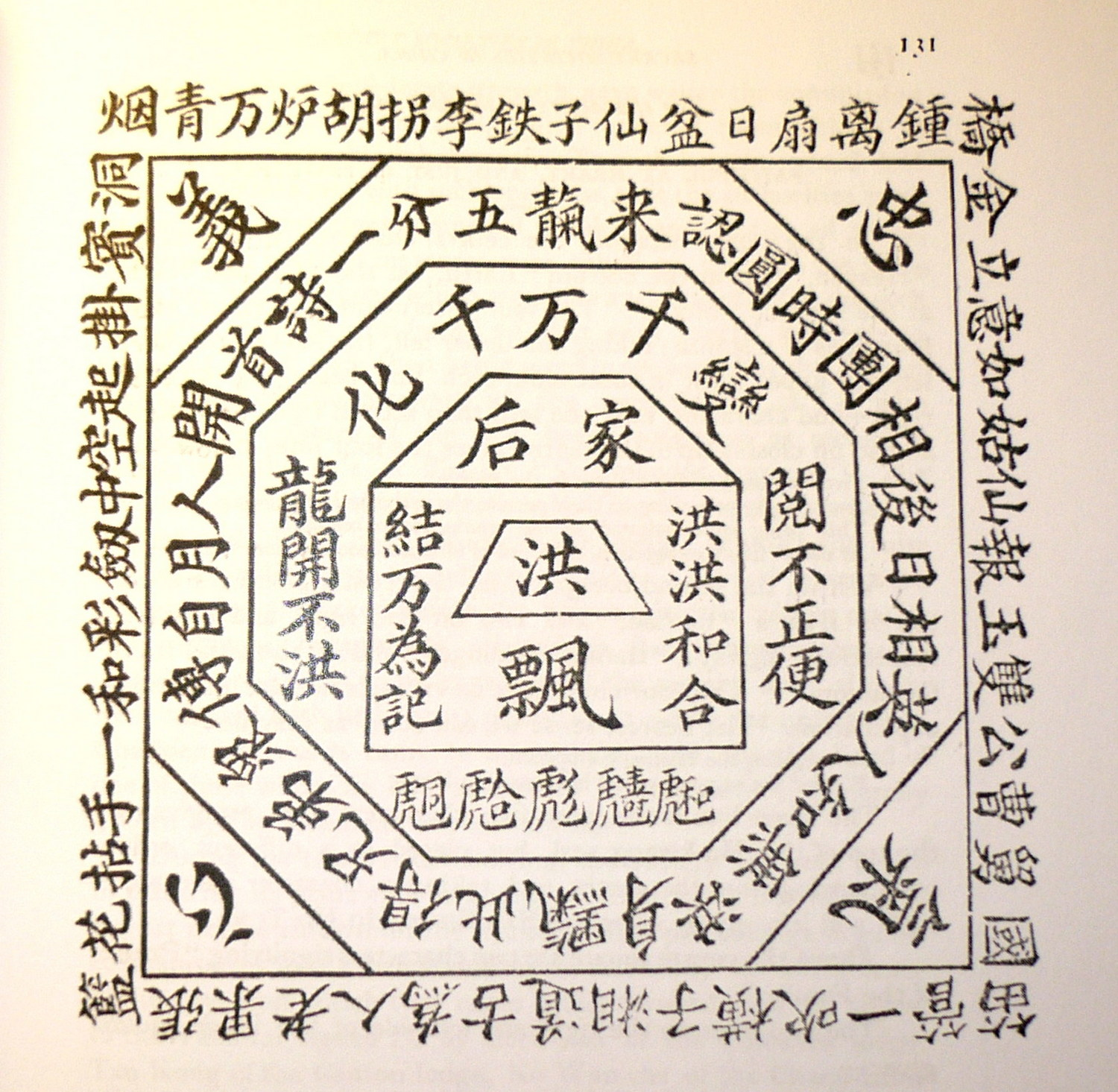
洪門天地會青蓮堂日本總會 参考資料3。但し厳密には不正確な図である。

1911年の辛亥革命を起義させた1911年の孫文自身が客家であり、1894年11月彼がハワイのホノルルで最初の革命団体「興中会」を結成したとき、ハワイの洪門結社「國安会」は洪門の門下一門であった。この会は、中国広東省の香山県の沿海地方を原籍とする客家華僑が創立したもので、客家は洪門組織で中心的な勢力と化していく。
その後、1905年「中国革命同盟会」が日本国の東京で結成されたとき、中心的メンバーのじつに46％が客家であったことはいまも資料として残っている。 
なお、アジア一帯へというのは、中国人の"下南洋"（東南アジアへ下る）は、すでに今から二千年前から始まっており、洪門（ほんめん）が現れる時代にはすでに各地域で融合し土着していた。その背景もあるためか洪門組織との融合が加速され、20世紀初頭の会員数は世界各地を合わせるとすでに600万人を越えたという。 
現代では、数千万人に膨れあがり、国際化がさらに進化し、各国の有志や有望な人々を吸収しながら、多国籍多人種化している。

## 洪門の概要
洪門（ほんめん）、すなわち天地会は 「順天行道」《じゅんてんこうどう》（天に順い、示された道を進む）を掲げている。洪二和尚が創立したとして、これは南少林寺を基に、五祖の話を洪門五房の由来とした。洪門正統伝承の宗家、またの名を天地会では、会簿（會簿）の名前は「衫仔」「錦囊」と呼ぶ。 
もう一つ、よく混同される幇会は「哥老会」である。会簿名は、 四川や長江上流域で発祥した別の幇会、哥老会袍哥会（両同系統）の会簿（「海底」または「金不換」）の名称とは違う。この会派では、「替天行道」《たいてんこうどう》（天に替わり、道を進む）を掲げている 。
こちらの幇会は元来、洪門つまり天地会とは違う組織だからである。現代はこの組織系統の違いが分からず混同している。

## 洪門五大房とは
洪門（ほんめん）天地会は、洪門大五房（ほんめんだいごぼう/下記説明）に属する全ての山、堂及び支流組織をまとめた名称である。洪門が 『房』を用いるわけとは、所属する会員の出生系統を表すこと、または正統出所を示すことである。 
すなわち、一般人ならば 戸籍謄本のようなものであり、祖先は何処か、血筋は何処かを証明するものである。ゆえに中国古来伝統の家系表記の『房』『堂』『郡』を使用している。洪門すなわち天地会を例にすると「洪門長房青蓮堂鳳凰郡（別名天地会）」、「洪門二房洪順堂金蘭郡（三合会）」など。そして、この下に配下のたとえば「△△党（party）」「＊＊山○○堂（Lodge）」または「□□公司（company）」などが付く。これは、進出した国に則した呼称にするためである。

## 各五大房説明

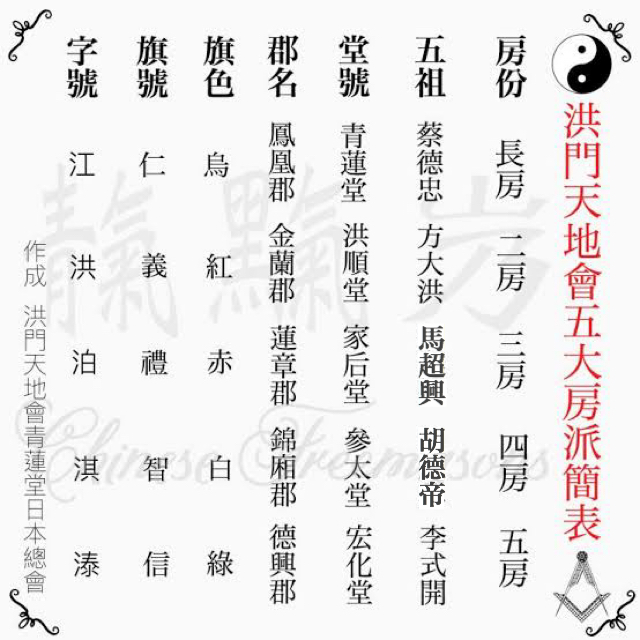
洪門天地会五大宗家の図

### 「長房」
前祖を蔡德忠（さい とくちゅう）
堂号（青蓮堂）
字号（江彪）
旗号（彪仁）
（彪）字黑（烏）旗。
最も初期は台灣、福建、甘蕭、から発展 。郡称を鳳凰郡、対外的に"天地会"または協公会。

### 「二房」
前祖を方大洪（ほう たいこう）
堂号（洪順堂）
字号（洪〈虎壽〉）
旗號（虎〈虎壽〉義）
（ㄑ虎壽〉）字紅旗。
早期は廣東、廣西より発展。
（名を金蘭郡または"三合会"）

### 「三房」
前祖を馬超興（ば ちょうこう）
堂号（家後堂）
字号（泊ㄑ虎合〉）
旗号（ㄑ虎合〉禮）
（〈虎合〉字赤旗 。
早期は四川、雲南から発展開始。
（名を蓮章郡）（注 哥老会では無い）

### 「四房」
前袓を胡德帝（こ とくてい）
堂号（参太堂）
字号（淇〈虎和〉）
旗号（ㄑ虎和〉智）
（ㄑ虎和〉）字白旗。
早期は湖南から湖北発展。
（名を錦廂郡）

### 「五房」
前祖を李式開（り しきかい）
堂号（宏化堂）
字号（溙〈虎同〉）
旗号（ㄑ虎同〉信）
（〈虎同〉）字綠旗。
早期由浙江、江蘇発展 。（名を德興郡）
正統な洪門（天地会）は、各五大系統は今もなお伝統伝承がされており、よって漢民族の家族構成や血縁を表す「房」「号」「堂」「郡」がこれを示している。

## 孫文と洪門そして日本
民の相互扶助から清に対する武装闘争へと組織変換し、起義（革命）集団へ進化した秘密結社洪門は、辛亥革命を起こした中国の国父『孫文』の後ろ盾であった。当初、歴史家や研究者らはなぜ孫文が革命を起こせるほどの莫大な資金を調達出来たのか摩訶不思議な謎であった。
欧米人による植民地化で廃れたアジア地域を解放すべく、アジア主義（欧米植民地支配からの脱却、興亜など）を掲げた日本人名士や有志らの支えのほか、孫文の背後には、日本の支援者や志士のほかにこの巨大な組織 『洪門』が存在していたからである。さらに同組織内でトップ「洪棍」（ほんこん）になったため、全組織からの援助を受けることができたのである。 （注）ネットでは紅混（ホンコン）と記述するところがあるが、門外漢が書いたものと判断している。 
その中で、取り分け孫文は日本との関わりが深く、日本フィクサーの頭山満や当時の総理・犬養毅、梅屋庄吉、宮崎滔天との交流がある。これは大アジア主義思想の玄洋社、黒龍会または興中会を立ち上げた人々でもある。日本の名士や志士たちも同じ戦場で戦った共闘の友であり、これは歴史的事実なのである。

## 洪家の性質
洪門すなわち天地会は民衆と親密な関係下にある。その性質は以下から垣間見ることができる。

### 誓約の性質
ここでは洪門宗家の天地会のことを述べる。
■洪門すなわち天地会は、もっとも初期では宗教性をもとにしていた。その名を 「天地会八卦教」。だから、宗教形式が基本要素に含まれている。例えば、「神話」「伝説」「宗教信仰」「思想信仰」「出家的な要素」さらには、「日常生活の模範」「規律」「礼節」。また説くは「人生の未来目標」や「厳かな入会儀式」にその宗教的性質があることが分かる。 

### 「互助集団」
互助集団：天地会の人員はもともと社会の下層人士あるいは苦力（クーリ）である。農民が組織的に創った互助集団。初期は力はなく小さな集まりであり、そのうち地方の強権や私欲な政府官人、または極貧の生活を強いられ、その対抗するためどんどん成長し集団化していった。つまり当初は明確な 「反清復明」の主旨よりも、成長に連れて変化したと言える。これが洪門宗家の天地会である。 

### 「起義（革命）集団へ」
起義（きぎ）集団： 洪門は、やがて明朝（漢民族）を復興させようとする革命集団へ変換していく。主旨は明確に「反清復明」であり、北方から侵略してきた満人を倒しふたたび漢人の国を復興させるが目的へ。ここで、鄭成功の話が出てこないことが理解できる。

## 組織概要
数字で一門であることが示せる。 『洪』（ほん）の字を分解すると、三・八・二十・一となる。二十の漢数字は《廿》なのでこの数字の並びを見ると内部の人間はすぐに身内と分かる。五点二十一もある。だが、会員である「証明」となると手勢や文言または作法がほかにもあって、三重四重の身分チェックがある。 
そして、入会の資格は紹介が必要である。加入した後はお互いを自分の兄弟（義兄弟の契り・異姓兄弟の契り） であるように接し合い、ただし礼儀を重んじ会規は厳しく厳守である。 
この会規は、「家法」と呼んでいる。 入会時にこれらの誓いを立てる。この会規の内容を知れば、外部が言う暴力集団やマフィアではない事が判明する。厳守な会規ひとつひとつが兄弟愛や社会貢献、平和主義を目指すものとなっているからだ。この厳しい会規がゆえに秘密結社ではあるが、その発展は迅速なもので網目は拡大し世界中に広がった。 
ただ、やはり散見する論評を見ると洪門（ほんめん）を黒社会組織や地下社会、チャイニーズマフィアなどと揶揄する。これは過去の文献が当時の漢民族支配ではない異民族支配（満人）から見た場合の文献が多く残ってしまい、正政府（満人）と反政府（漢人）の見方となった。 
他にもそんな清朝寄りの関連書物の文章からの切り合わせや、門外漢による伝聞、さらに時代の経過で秘密結社に対する好奇心や想像、憶測。または《利用》により需要と供給の狭間でさまざまな意図が肉付けされ、言われもない悪が定着したと考えられる。 
この世界に君臨する巨大結社洪門（ほんめん）すなわち天地会の全体像は、 共創・共享・共栄・相互扶助・博愛精神・経済発展・清廉社会・一致団結・そして人類平等な真の世界大同（One World）を目指す組織であることはいまも不変である。

## 洪門天地会正統の基本な職位
正統宗家の洪門天地会の職位について、天地会の組織には棍（こん）、扇（おうぎ）、鞋（くつ）この三つの職位である。これを内部では三花（サンカ）三つの花と例えられている。 

### 洪棍（426十二底）
「洪棍」（ほんこん）は元帥（げんすい）である。または爐主、総理、洪門最高階級の統帥にあたる。頭上の龍眼双花が印である。 白扇に対し指示する。全組織の総体的な主導権・指示権を持ち、目標指針の決定や議会の開催、監査あるいは視察等の権力がある。中華民国の国父である孫文はこの職位にあたる。 
この職位により漢民族の起義（革命）、清国からの解放活動やその資金の調達が可能となり後々の辛亥革命に繋がった。 のちの中華民国国父 孫文は1904年に鐘木賢の紹介を受け、アメリカホノルルの洪門客家団体の國安會に入会し、「洪棍」の職位を授かる。そして洪門源流の天地会系統からの絶大な協力や扶助を受ける。 

### 白扇（415十底）
「白扇」（ぱいさん）は文職軍師である。宰相、書房職も関連する。頭上の牡丹花が印である。 白扇は能力者である事が必要。何故なら白扇は財政的な管理や、兄弟らの管理、知的で聡明であり、洪門五房配下の山頭に貢献できる人物。管轄下には「草鞋/432」が控える。 
一般的に白扇は一般会員の関知はしない。会員らに問題等が発生した際には会員らが「草鞋/432」に報告を上げ、草鞋が対応しきれない場合は白扇に指示を仰ぎ、その処理方法を受け対処する。 
白扇は有言実行であり書房職により規律規則の一切を伝承する重要な立場にある。 白扇に対する認識は、一つの組織。例えば一つの山頭や山主の階級がこれにあたる。 
それぞれの山頭や山主は与えられた地区や区分を統括し、決められた総体的な目標達成に向け運営権限を持つ。 ただし、この職位は「洪棍」にはなれない。 

### 草鞋（432九底）
「草鞋」（そうしぇ）は文武職である。将軍職も関連しており管轄は旗下の会員らである。ならびに組織任務に従事する。 草鞋は、見識があるほかに会員からも尊重される人物。人望が厚く尚且つ胆力が必要であり決して自分勝手や私利私欲、強権強欲であってはいけない自己に対し戒めができる人物。 
配下に部下が付き日常の小事は自己判断で処理し、大事の場合は上層幹部の「白扇」に報告し指示をうかがう。 なお、この職位は「洪棍」になれる。 

### 四九（49四九底）
「四九」（しく）と呼ぶ。これは一般会員を指し草鞋の指示を受け、行政関連やその他の業務に従事する。 

### 香主（489二十一底）
香主（こうしゅう）と呼ぶ。洪門の儀式の一切を取り仕切る職位である。白扇は香主（489）までしか昇級はできない。つまり、洪棍（426）にはなれない。香主は洪棍が適任者を選任でき、洪門伝統規定として香主の職は一人にのみに伝承されていく。
489は21底、洪字を代表する。 崇高な修行者であり、洪門の発展に務めるが職責である。ただし、山頭・堂には越権して干渉してはならない。 草鞋は、将軍・武將の職位であるため洪棍に職位昇級ができる。 
なお、洪門/天地会の昇級職位制度においては、以上三花（サンカ）の職位・四九・香主は兄弟らの推薦（公推公舉つまり満場一致の可決）により、申請後洪門の各五大房（五祖堂⋯青蓮堂、洪順堂、家后堂、參太堂、宏化堂）により承認を受けたのちその職に就く。 なお、これらの重要職位においてその継承はその職位に就くときに始めて内容が教授される。つまり、その職位に就いた者だけがさらなる具体的な内容や活動を知り、ほかの職位の者は知ることは出来ない。 

### 役職の数字
上記の役職についている数字はすべて宇宙の気、『八卦』から由来している。陰と陽、正と負、日と月、明と暗、生と死…天の動きを見て地の脈を読む。重要な出来事や儀式があるときは天脈の暦に従う。これは迷信などではなく地球の『氣』、宇宙の『氣』の運行法則である。 
その昔、人びとは天空や大自然を観察し、 天道の陰陽、地道の剛柔、人道の仁義などを編み出す。宇宙とは《時間と空間》の合わさりであり、その法則を読み解き発明されたのが「十二地支」「十天干」である。 

## 洪門天地会の宗教観
『八卦』
陰と陽、正と負、日と月、明と暗、生と死…天の動きを見て地の脈を読む。重要な出来事や儀式があるときは天脈の暦に従う。これは迷信などではなく地球の『氣』、宇宙の『氣』の運行法則である。 その昔、人びとは天空や大自然を観察し、 【天道の陰陽】【地道の剛柔】【人道の仁義】を編み出す。
宇宙とは《時間と空間》の合わさりであり、その法則を読み解き発明されたのが「十二地支」「十天干」である。いまも現存するアジア最大の共済会組織（元アジアの秘密結社）は、和平をのぞむどの会派、どの結社、どの国家、どの政党とも友好関係を保っている。なぜならば、洪門（ほんめん）の目線は上空宇宙から見ており、そこは国境線のない世界であり、まさにワンワールドの立場である。 そして、この宇宙天体の運行を洪門へ取り込み重要な儀式や物事などがあるときはその運行に従い、日取り、時間、分まで見極めてから実行する。 
洪門（ほんめん）の門下の人間は、属しているというだけで生まれる自信のみならず、共存共栄や平和を守り、そして兄弟（ブラザー）を大切にする《義》の精神を持っている。そして道教、儒教、仏教の教えを実践している。さらに、大自然の運行法則をもとにさまざまな形で多次元的な対応ができるとしている。 この八卦および九宮は、無極虚空から太極を生み出す。太極は陰陽に分かれてそれは天と地の両極になる。天と地に分かれると四方が生まれ、これを 《四象》と言う。陰陽（上下）・四象が完成したのち、森羅万象の『八卦』が形成される。

## 洪門天地会が目指す未来
もともと、肌色の区別もない、人種の差別もない、国の線引きもない、民衆の平和を求める集団。そして、《義》という尊い精神のもとに繋がりを基調とするブラザー気質の組織展開をしている。 
洪門（ほんめん）の門下に属する会員は、皆それぞれがじつは愛国者なのである。家族を愛し、地域を愛し、社会を愛しそして国家を愛する人たち。
この愛国の意識を上昇させ、地球市民の観点へと昇華された洪門の『義の精神』こそが「相互協合」となり、国家間を飛び越えた信念のつながりが、組織規模の拡大へと進化した。 
現在の洪門（ほんめん）すなわち天地会は、時代と共にうつり変わり、外国人からの植民地侵略で『滅洋興漢』のスローガンや異民族からの支配『反清復明』のスローガンはなくなったが、中国の秘密結社は違う形で生き続け、洪門という巨大に成長した結社も、正しいグローバル化、正しい協和社会を目指し、多国籍化に変化している。
近年の日本で複数の洪門と称する新洪門グループが現れており、実際の洪門と関与しておらず、また類似名称で活動する人物もいるが、洪門から直接無関係である旨が発表されている。
今まで、ある種の地域限定的なスローガンも現代は大アジアの発展、興亜に向けており、アジア各国の共存共栄や外敵からの守護など、アジアに難が生じたときに静かに動き出す巨大組織。その目的は支配する意図はなく、世界の大同や世界の和平、社会の安定。

### 世界の洪門発展計画
1. 組織の発展
2. 文教（伝統）の発展
3. 経済の発展
4. 福祉の発展

新しい新世紀は今までの 「競争」ではなく共存共栄を求める「協和」（融合）の時代になるであろう。かつて秘匿だった巨大な共済会組織はやがて表に姿を見せ、洪門系統内部のすべての団体（長房青蓮堂系統、最も海外普遍している二房洪順堂系統など）、または別の組織哥老会（袍哥）は、お互いに手を握り合い、相互扶助し、各国の結社やまたは国家、宗派と供に全世界の社会安定に寄与するだろう。

## 日本総会入会基本準則

### 入会の定義
一般社団法人 洪門天地會青蓮堂日本總會
Japan Lotus Chinese Freemasons ,JLCF、法人番号6010405014943。日本通称アジアフリーメイスンは、順天行道（天に順い示した道を行く）と衆生平等（人類平等）の観点からやって来る入会志願者や賛同者を吸収する。我々は好き嫌いで人間を判断してはいけない。だが、我々の共済会は入会の判断には当然一定の審判基準が存在し、（役職有無関わらず）入会後一定期間を予備会員としている。さらに、我々は一般の方々とはコンタクト取ったその瞬間から、入会するしないに関係なく、人物考察がはじまる。なお、予備会員期間中は、共済会からの要望を入会希望者がきちんと応えるかを見極めている。なかには、我々共済会へ対し、逆に見極めようとする者もいるが、（人脈あさりなど）それは我々とご縁がなかったことに繋がる。

### 入会の合否基準
素行不良者・精神異常者・前科犯罪者・私利私欲な欲望者・国家の法を犯す者・反社会勢力・洪門（ほんめん）の名牌を利用する者またはこれを利用し犯罪を犯す者。あるいは、入会したのち犯罪を犯したその瞬間からなど、または結社とはそぐわないと判断された人間は、新任のみならず、なおかつ職位高低に関係なく一律拒絶する。その際、本結社の処理制度「家法」に従い除名する。

### 洪門天地会の『品徳』（人格や道徳）を基礎
品徳、品性を大原則におきこのそぐわない人間でなければ、生涯洪門（ほんめん）の門下となる。民衆が、不必要な戦争、不必要な格差、不必要な対立を誠に無くしたいのならば、力を合わせて一致団結が必要不可欠であることは言うまでもないことである。
洪門（ほんめん）天地会が提唱するものは共存・共享・共栄する相互扶助や博愛精神をもって経済発展・清廉社会へ向け、一致団結しそして人類平等な真の世界大同（One World）を目指す。

### 洪門天地会の『忠義』の精神
忠義の精神（武士道精神のような）に集い、平和を願う輪はやがて日本でも大きな力となるであろう。我々『洪門（HONG MEN）はアジアの平和、そして地球和平に貢献する。

### 関係関連書物
（順不同、洪門に関連する書物は数千冊になるため一部のみ掲載。〈注〉ここではあくまで関連人物関連書物としており、脚注は当たらない。脚注にして提示するとその書物を洪門が認めたこととなり、著者に有らぬ連想がされる可能性あり）
- 松本州弘著『侠ー墨子』イプシロン出版企画、2008年、ISBN 9784903145365
- 秦寶琦著《洪門真史》、《中国地下社会》、《中国秘密社会新論》、《清前期天地会研究》、《天地会的源流》
- 夏之炎著、布施直子訳『秘密結社 洪門(ホンメン)』文藝春秋、1994年、ISBN 4163152008
- 李子峰著『海底 -洪門秘籍』江西教育出版社、2010年、ISBN 9787539255323
- 赫治清著『天地会起源研究』社会科学文献出版社、1996年
- 浅井紀著『明清時代民間宗教結社の研究』研文出版、1990年、ISBN 4876360944
- 宮崎滔天著『三十三年の夢』岩波書店、1993年、ISBN 978-4003312216
- 平山周著『支那革命党及秘密結社』長陵書林復刻、1980年
- 深町秀夫編訳 『孫文革命文集』岩波書店、2011年、ISBN 978-4003323038
- 岡倉天心著『東洋の理想』講談社、1986年、ISBN 406158720X
- 小坂文乃著『革命をプロデュースした日本人』講談社、2009年、ISBN 978-4062158831
- 読売新聞西部本社『盟約ニテ成セル梅屋庄吉と孫文』海鳥社、2002年、ISBN 4874154050
- 小坂文乃著『ナガサキ人 梅屋庄吉の生涯―長崎・上海で、孫文と庄吉の足跡を探す』長崎文献社、2012年、ISBN 978-4888511872
- 武田泰淳著『秋風秋雨人を愁殺す: 秋瑾女士伝』筑摩書房、2014年、ISBN 4480096388
- 渡辺京二著『評伝宮崎滔天』書肆心水、2006年、ISBN 4902854147
- 頭山満 直言集『頭山満思想集成』書肆心水、2011年、ISBN 4902854945
- 頭山満、的野半介、杉山茂丸著『玄洋社怪人伝-頭山満とその一派』書肆心水、2013年、ISBN 4906917178
- 頭山満 杉山茂丸 内田良平著『アジア主義者たちの声〈上〉玄洋社と黒龍会、あるいは行動的アジア主義の原点 』書肆心水、2008年、ISBN 4902854414
- 島田虔次著『朱子学と陽明学』岩波新書、1967年、ISBN 4004120284
- 小島毅著『朱子学と陽明学』筑摩書房、2013年、ISBN 4480095691
- 吉田公平著『王陽明「伝習録」を読む』講談社、2013年、ISBN 4062921723
- 安岡正篤著『人生と陽明学』PHP研究所、2002年、ISBN 4569577199
- 保阪正康著『仁あり義あり、心は天下にあり―孫文の辛亥革命を助けた日本人』朝日ソノラマ、1992年、ISBN 4257033207
- 櫻井良樹、濱下武志著、王柯編『辛亥革命と日本』藤原書店、2011年、ISBN 4894348306
- 功夫-少林大洪拳（DVD1枚）（中国語盤）ASIN B00DMS33R4
- 中華武術展現工程製作 林欣：広東伝統洪拳　DVD全6巻8本 ASIN B00OWZILG4
- 釋徳揚『少林小洪拳』(中国語:音声・字幕)、大連音像出版社、2014年、ISBN 7883750798
- 賀華章著 図解周易大全[居家必蔵版](中国語) 、陝西師範大学出版社、2007年、ISBN 7561339194
- 出口王仁三郎著『古事記言霊解』みいづ舎、2005年、ISBN 4900441716
- 矢吹晋、藤野彰著『客家と中国革命―「多元的国家」への視座』東方書店、2010年、ISBN 4497210154
- 林浩著『アジアの世紀の鍵を握る客家の原像―その源流・文化・人物』 中央公論社、1996年、ISBN 978-4121013033
- 前田豊著『徐福と日本神話の神々』彩流社、2016年、ISBN 978-4779121937
- 横手裕著『中国道教の展開』山川出版社、2008年、ISBN 978-4634349346